# 福島町 (広島市)
福島町（ふくしまちょう）は、広島市西区の町名。郵便番号は733-0024（広島西郵便局管区）。1丁目から2丁目まである。住居表示実施済み

## 地理
太田川放水路の東岸に位置する。全体が平地である。北で小河内町、東で都町と西観音町、南東で観音本町、南で南観音町、西で川を挟んで己斐本町と接する。己斐本町との間の太田川放水路には己斐橋と新己斐橋の2本の橋が架かっている。

## 歴史

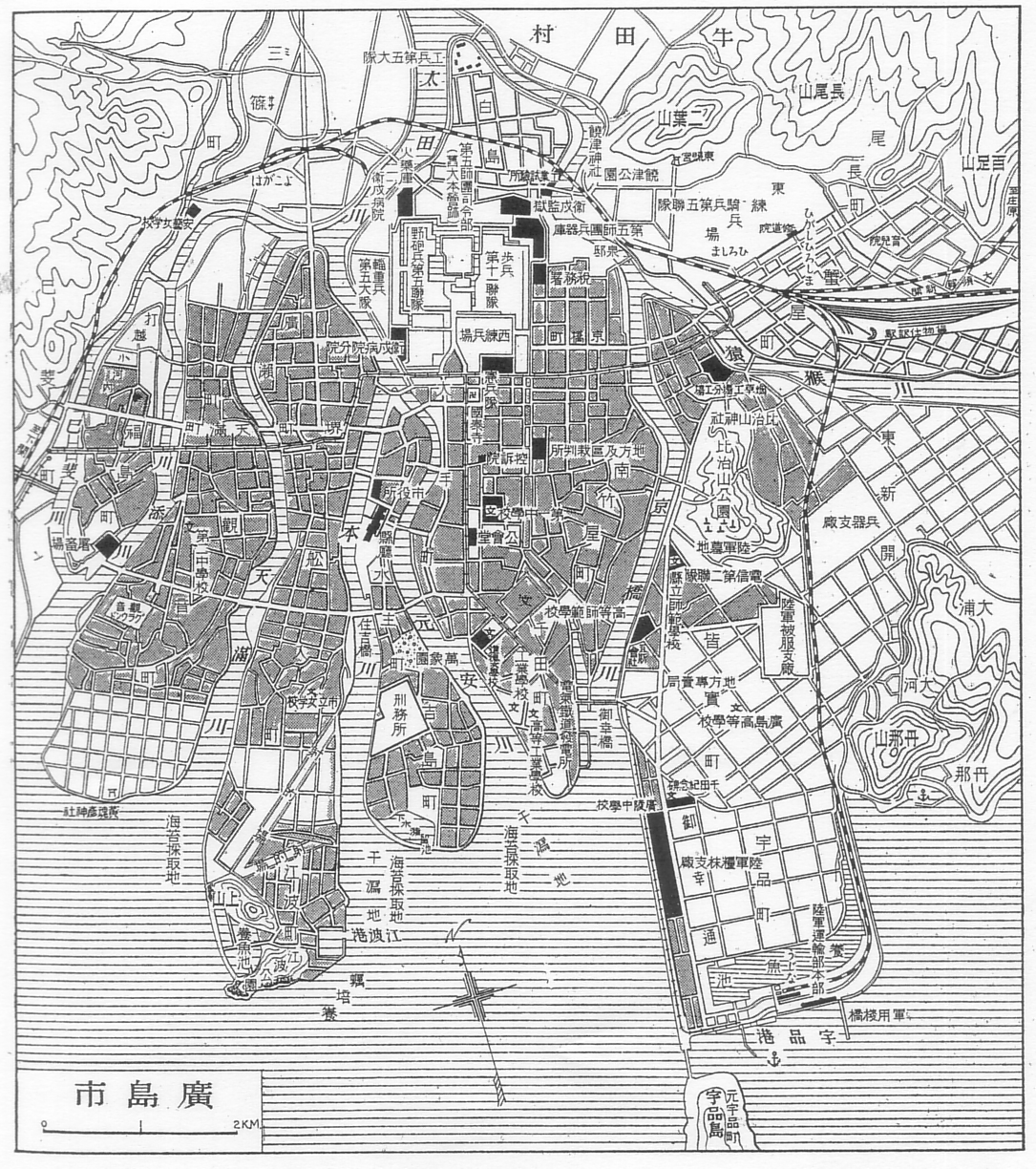
1930年頃の広島市の地図。

### 町名由来
昔は川田村と称した。沿川の地を拓いて耕田となしたことに起因する。その後沿川地であるゆえに1871年に川添村と改称し、1906年中、もと国守福島正則の三男八助を祀った小祠を同村木村氏の庭内に発見し、村民これを追慕し福島を以って町名としようと願い求め、翌年3月23日ついに福島町となった。

### 近世
文化年中（1804年-1818年）の頃、川田村の穢多は513人、非人は376人であった。革田は昔から広島城下の東西両端に部落をなして住居し、東部落（尾長町岩鼻の西方付近）にある者を東革田と呼び、西部落（もと川田村、今の福島町）にある者を西革田と呼んだ。
1619年、浅野氏入封のとき伍家平三郎に西革田頭を命じて切米12石3人扶持を給し、その子孫は代々革田の頭領を勤めた。東西の革田は共に町廻り役の手先となって、犯罪者の探偵・捕縛に従事し、年頭・中元・歳暮・五節句・祭礼・葬式等の吉凶・式祭に際し若干の施与を受け、服飾は享保11年の倹約令によって男は茶筅髷、女は笄なき島田髷を結ばしめた。平常良民より侮辱嫌厭されていたので良民と革田との間は相互に疾視し、時々闘争紛擾が起きた。

### 近代
米騒動
米価高騰を原因とする民衆暴動が起こった（米騒動）。
これらの記事で、福島町民の暴虐ぶりが強調された。

## 交通

### 鉄道
- 広島電鉄本線
  - （広電宮島口駅方面 - 広電西広島（己斐）駅） - 福島町停留場（西区役所前） - （西観音町・十日市町・横川駅方面 / 紙屋町・八丁堀・広島駅方面 / 広電本社前方面）
  - 2号線（広電宮島口駅 - 広島駅）と3号線（広電西広島駅 - 広電本社前）が乗り入れる。
- JRの最寄りは西広島駅

### 路線バス
西区役所前バス停（平和大通り沿い）と福島町バス停（広島県道265号伴広島線沿い）があり、広電バス・広島バス・ボンバスが停車する。
- 25号 草津線（広島バス）
  - （アルパーク・庚午住宅入口・己斐西広島駅方面） - 西区役所前バス停 - （平和記念公園・紙屋町・八丁堀・広島駅方面）
  - （アルパーク・庚午住宅入口・己斐西広島駅方面） - 福島町バス停 - （十日市町・紙屋町・八丁堀・広島駅方面） 平日のみ アルパーク方面は1本のみ、広島駅方面は2本のみ運行
- 52,53号 西広島バイパス線（広電バス）
  - （井口台パークタウン方面 / 山田団地・美鈴が丘方面 - 己斐） - 西区役所前バス停 - （広島バスセンター方面）
- ボン・バス（エイチ・ディー西広島） 広電己斐団地線 / 大迫団地線 / 共立ハイツ線（高須台経由） / 五月が丘・ジアウトレット線
  - （己斐 西広島駅方面） - 西区役所前バス停 - （紙屋町・八丁堀方面）
- ボン・バス（エイチ・ディー西広島） 広電己斐団地線 / 大迫団地線
  - （己斐 西広島駅方面 - 己斐橋） - 福島町バス停 - （都町 - 紙屋町・八丁堀方面）

### 道路
- 広島市道比治山庚午線（平和大通り）
  - （己斐 西広島駅方面） - 新己斐橋 - 西区役所前交差点 - （西観音町・広島平和記念公園方面）
- 広島県道265号伴広島線
  - （己斐方面） - 己斐橋 - 福島町1丁目交差点 - （土橋方面）
- 広島市道駅前観音線（中広通り）
  - （国道2号 広島スタジアム入口交差点方面） - 観音小学校前交差点 - （横川駅方面）

## 人口
1925年末の現住戸数・現住人口は789・3702。2018年6月末現在の1丁目の人口・世帯数は937・578、2丁目は1,361・809。
| 町名         | 人口  | 世帯数 |
| ------------ | ----- | ------ |
| 福島町一丁目 | 937   | 578    |
| 福島町二丁目 | 1,361 | 809    |
| 計           | 2,298 | 1,387  |

## 行政
- 広島市西区役所
- 広島市役所市民局 西地域交流センター

## 経済

### 産業
店・企業

| - いまぎり酒店 - 岡食品工業 - 岡崎商店 - 河井自動車 - 河井建設工業 - 河政建設 - 協和精機 - 幹栄建設工業 - 小池酸素工業 広島営業所 - サカイ引越センター 広島南支社、広島西支社 - ジャステム西広 広島支社 - 新広島ヤクルト販売 - 広島食肉センター - 藤井興業 - 第一東邦印刷 - 中国カッター - 中国アセチレン 広島出張所 - 東洋観光デリカ事業部 グルメサービス 飲食 - ステーキ&コーヒー 菊 - 中華そば 天ぷら あきちゃん - 天ぷら ますい - 廣島麺匠 こりく - 焼肉 河井 - 元プロ野球選手の河井昭時が経営していた。 - 焼肉 近どう | - 山芝エンジニアリング 広島営業所 - 福山通運 広島支店 - 松本管材 - 宮本金物本店 - 槌井精肉本店、槌井精肉冷蔵庫 - 河朝精肉部、食品加工部 - 菊貞精肉問屋 - 竹田タバコ店 - 永田薫商店 - 松崎商店 - 萬谷商店 - ママチェーン カネホリ 福島店 コンビニ - セブン-イレブン広島西区役所前店 - ニューワン河井ビル 1F - ヤマザキデイリーストアー福島町店 かつて存在した店・企業・工場 - 河寅商店 - 1927年創業 - 永田商会 - 1896年創業 - 中田獣皮筋骨類化製工場 - 河崎牛皮筋骨類化製工場 - 河崎獣皮工場 - 菊崎牛皮筋骨類製造所 - 菊崎獣皮工場 |

## 地域

### 教育
- 広島酔心調理製菓専門学校
- 広島工業大学専門学校
- ふくしま第二保育園
- みどりの森 みらい保育園

### 健康
医療機関
- 福島生協病院

### 施設
宗教
- 妙蓮寺（浄土真宗本願寺派）

ビル、マンション、アパート等
1丁目

| - MK・河井ビル2 - クリーンビル - 新広島ヤクルトビル - 中塩ビル - ニューワン河井ビル - 舛田ビル - 山口ビル - 山崎ビル - サンシャイン高橋 - パール西広島 - ESTATEBENEFITヤマダ - ドルチェ・ヴィータ - ハイライフ和誠 - 月美荘アパート - インフィニティ・ワイシー - 高瀬アパート - 原田アパート - 金崎荘アパート - 伊藤アパート - カレント - つくも住宅 | 2丁目 - 菊寛ビル - CKビル - 須磨ビル - 藤井興業ビル - ありらんの家 - シティハイム - レオパレスArcadiaA - レオパレスArcadiaB - ロイヤルガーデン - 市営福島第一アパート - シティハイム |

公共
- 広島市福島ポンプ場

その他
- 中森辰一事務所 - 政治後援会
- 西広島朝鮮会館
- 日本共産党広島市西地区委員会
- 広島県地域人権運動連合会
- 老人ホームくすの木苑

## 出身・ゆかりのある人物
| - 大川亀吉（1907年創業、靴商） - 河井昭時（焼肉店経営、元プロ野球選手） - 河井俊昭（輸入バイク販売） - 河崎寅吉（陸軍用達及肥料製造、市議員） - 河崎源次郎（牛肉、陸軍御用達、卸売、小売） - 菊崎貫一（広島県多額納税者、製皮業、牛肉商、1910年創業、陸海軍用達、製造、卸売） - 菊崎慶次郎（牛肉商、皮革、市会議員、1897年創業） - 菊崎貞一（菊貞、牛肉商、屠殺） - 菊崎定義（菊定、牛肉商、屠殺、屠畜業、1916年創業、青島満蒙朝鮮肉直輸入、卸売、小売） - 菊崎満寿夫（皮革製造） - 木原茂（県会議員、市会議員） - 木村保二 - 柴田政光（永田化製所、獣皮筋骨化製業） - 杉本早太郎（材木商） - 角田佐太郎 - 角田佐喜太郎（履物表製造） - 角田善三郎（牛肉商） - 角田善之助（1912年創業、牛肉直輸入、卸売、市会議員） - 住野重太郎（甲馳製造） - 中村政一（牛肉商） - 中村玉次郎（屠畜業） - 中田彌四郎（皮革商、牛肉商、生牛・生牛肉輸入専門卸部、広島県平民、1881年生。中田彌四郎の長男。前名・賢一。生牛・生牛肉輸入専門卸部を設け罐詰原料供給の傍ら皮革商を営む | - 永田峯松（広島県多額納税者、永田商会代表社員、獣皮製造業、皮革貿易商） - 永田新之助（毛皮商） - 永田靖（税理士） - 中野文助（獣皮製造業、皮骨肥料） - 新田松一（1922年創業、皮革、靴原料、製靴、卸売） - 藤岡一郎（1929年創業、靴、製造、小売） - 福原徳太郎（牛肉皮骨商、1902年創業、屠畜、卸売） - 福原留次（福留ハム会長） - 福原貫一（牛肉商） - 福原徳太郎（牛肉商） - 福原保吉（牛肉商） - 福原義人（精肉商） - 増田光次郎（米） - 松村乙吉（牛肉商） - 松本石太郎（皮革） - 丸山善兵衛 - 森純一（雑貨浴場） - 矢野新五郎（靴） - 山崎行正（牛肉商） - 山崎米次郎（牛蝋、石鹸原料商） - 山本清正（牛肉及骨商、1911年創業、屠畜、卸売） - 和田務（指定暴力団共政会和田組組長） |